# Canton de Plogastel-Saint-Germain
Le canton de Plogastel-Saint-Germain est une ancienne division administrative française, située dans le département du Finistère et la région Bretagne. En 2015 il est intégré au nouveau canton de Plonéour-Lanvern.

## Composition
Le canton de Plogastel-Saint-Germain regroupe les communes suivantes :
| Nom                                 | Code Insee | Codepostal | Superficie (km2) | Population (dernière pop. légale) | Densité (hab./km2) |
| ----------------------------------- | ---------- | ---------- | ---------------- | --------------------------------- | ------------------ |
| Plogastel-Saint-Germain (chef-lieu) | 29167      | 29710      | 31,39            | 1 857 (2012)                      | 59                 |
| Gourlizon                           | 29065      | 29710      | 9,91             | 898 (2012)                        | 91                 |
| Guiler-sur-Goyen                    | 29070      | 29710      | 11,25            | 518 (2012)                        | 46                 |
| Landudec                            | 29108      | 29710      | 20,56            | 1 352 (2012)                      | 66                 |
| Peumerit                            | 29159      | 29710      | 19,59            | 807 (2012)                        | 41                 |
| Plonéis                             | 29173      | 29710      | 21,99            | 2 084 (2012)                      | 95                 |
| Plonéour-Lanvern                    | 29174      | 29720      | 48,91            | 6 004 (2012)                      | 123                |
| Plovan                              | 29214      | 29720      | 15,75            | 666 (2012)                        | 42                 |
| Plozévet                            | 29215      | 29710      | 27,18            | 2 972 (2012)                      | 109                |
| Pouldreuzic                         | 29225      | 29710      | 16,75            | 2 087 (2012)                      | 125                |
| Tréogat                             | 29298      | 29720      | 9,85             | 555 (2012)                        | 56                 |

## Histoire

### Les conséquences de la malnutrition
La malnutrion explique la petite taille des Finistériens d'alors : par exemple en 1842, sur 97 hommes appelés pour le tirage au sort des conscrits dans le canton de Plogastel-Saint-Germain, de 16 à 20 étaient de 12 à 15 cm au-dessous de la taille requise pour pouvoir être retenus.

## Représentation

### Conseillers généraux de 1833 à 2015
| 1833 | 1848              | Comte Louis de Carné-Marcein fils        | Droite                              | Avocat Maire de Plonéis Député (1839-1848) Membre de l'Académie française                                                                      |  |  |  |  |
| 1848 | 1852              | Gabriel Hervieu                          |                                     | Notaire Maire de Plogastel-Saint-Germain (1831-1848)                                                                                           |  |  |  |  |
| 1852 | 1876 (décès)      | Comte Louis Marcein de Carné             | Droite Légitimiste                  | Diplomate Député (1839-1848) Membre de l'Académie française Président du conseil général (1871-1876)                                           |  |  |  |  |
| 1876 | 1877              | Pierre-Jean Daniel                       | Droite                              | Cultivateur Maire de Plonéour-Lanvern (1853-1882 et 1884-1885)                                                                                 |  |  |  |  |
| 1877 | 1883              | Michel-Louis Voquer                      | Républicain                         | Notaire Maire de Peumerit (1876-1896) |  |  |  |  |
| 1883 | 1895              | Gaston Conen de Saint-Luc                | Monarchiste                         | Propriétaire Président du comice agricole de Plogastel-Saint-Germain Député (1885-1889)                                                        |  |  |  |  |
| 1895 | 1919              | Georges Le Bail                          | Républicain puis Rad.-soc.          | Maire de Plozévet (1898-1937) Député (1902-1928) Sénateur (1928-1937)                                                                          |  |  |  |  |
| 1919 | 1920 (annulation) | Jean Hénaff (1859-1942)                  | URD                                 | Cultivateur et industriel (conserveries) Maire de Pouldreuzic (1925-1935) Conseiller d'arrondissement                                          |  |  |  |  |
| 1920 | 1921 (annulation) | Georges Le Bail                          | Rad.-soc.                           | Avocat Maire de Plozévet (1898-1937) Député (1902-1928) Sénateur (1928-1937)                                                                   |  |  |  |  |
| 1921 | 1922 (annulation) | Jean Hénaff (1859-1942)                  | URD                                 | Fondateur de l'usine de pâtés Hénaff Maire de Pouldreuzic (1925-1935) Ancien conseiller d'arrondissement                                       |  |  |  |  |
| 1922 | 1937              | Georges Le Bail                          | Rad.-soc.                           | Avocat Maire de Plozévet (1898-1937) Député (1902-1928) Sénateur (1928-1937)                                                                   |  |  |  |  |
| 1937 | 1940              | André Foy (1901-1947)                    | URD-PPF                             | Ingénieur des Mines Maire de Landudec (1929-1947) Conseiller d'arrondissement (1934-1937) Nommé conseiller départemental en 1943               |  |  |  |  |
|      |                   |                                          |                                     | |  |  |  |  |
| 1945 | 1951              | Albert Le Bail (fils de Georges Le Bail) | Rad.                                | Avocat à la Cour d'appel de Paris Ancien adjoint au maire de Plonéour-Lanvern Maire de Plozévet (1937-1952) Député (1932-1942)                 |  |  |  |  |
| 1951 | 1964              | Joseph Lecoq (1878-1974)                 | RPF puis DVD                        | Assureur-conseil Maire de Plogastel-Saint-Germain (1947-1971)                                                                                  |  |  |  |  |
| 1964 | 1982              | Armand Pavec (1925-2018)                 | CD puis UDF-CDS                     | Cadre de banque Maire de Plonéour-Lanvern (1977-1992) Président du SIVOM de Plogastel-Saint-Germain                                            |  |  |  |  |
| 1982 | 1992 (démission)  | Ambroise Guellec                         | UDF-CDS                             | Ingénieur agronome Maire de Pouldreuzic (1979-2008) Député (1986-1997) Conseiller régional (1982-1986 et 1992-2010)                            |  |  |  |  |
| 1992 | 2014 (démission)  | Michel Canévet                           | UDF (CDS/FD) puis MoDem puis AC-UDI | Responsable de collectivités Maire de Plonéour-Lanvern (1992-2017) Sénateur (depuis 2014) Président de la CC du Haut Pays Bigouden (2004-2017) |  |  |  |  |
| 2014 | 2015              | Jocelyne Plouhinec                       | UDI                                 | Assistante commerciale Maire de Plogastel-Saint-Germain (2008-2020) Élue en 2015 dans le canton de Plonéour-Lanvern                            |  |  |  |  |

### Conseillers d'arrondissement (de 1833 à 1940)
| Période | Période | Identité                                      | Étiquette             | Qualité                                                                               |
| --- | ------- | --------------------------------------------- | --------------------- | ------------------------------------------------------------------------------------- |
| 1833 | 1836    | M. Cornec                                     |                       | Propriétaire cultivateur à Plonéis                                                    |
| 1836 | 1845    | Jérôme Louis Jacob Marie Kernilis (1805-1851) |                       | Notaire, maire de Plonéour                                                            |
| 1845 | 1848    | André Marie Fortuné Dulaurent (1776-1856)     |                       | Propriétaire à Concarneau                                                             |
| |         |                                               |                       |                                                                                       |
| 1871 |         | M. Lucien Le Bail (1828-1898)                 | Républicain radical   | Notaire, maire de Plozévet (1870-1874, 1876-1877, 1878-1898)                          |
| |         |                                               |                       |                                                                                       |
| 1883 | 1895    | M. Pierre Daniel (1846-1897)                  | Droite                | Propriétaire cultivateur au Miné, Plonéour-Lanvern                                    |
| 1895 | 1904    | M. Jean-René Caradec (1839-1907)              | Républicain           | Propriétaire cultivateur, adjoint au maire puis maire (1896-1907) de Peumerit         |
| 1904 | 1910    | M. Jean Hénaff                                | Droite                | Directeur d'usine de conserves de légumes, fondateur de l'usine de pâtés, Pouldreuzic |
| 1910 | 1919    | M. Alain Le Rest (1862-1947)                  | Radical               | Industriel, constructeur agricole à Pouldreuzic                                       |
| 1919 | 1934    | M. Jacques Guellec                            | Républicain démocrate | Minotier à Plozévet                                                                   |
| 1934 | 1937    | M. André Foy                                  | Union nationale       | Maire de Landudec                                                                     |
| Décembre 1937                                                                                               | 1940    | M. Corentin Hénaff                            | URD                   | Industriel, conseiller municipal de Pouldreuzic                                       |
| Les conseils d'arrondissement ont été suspendus par la loi du 12 octobre 1940 et n'ont jamais été réactivés |         |                                               |                       |                                                                                       |

## Démographie
| 1962   | 1968   | 1975   | 1982   | 1990   | 1999   | 2006   | 2011   | 2012   |
| ------ | ------ | ------ | ------ | ------ | ------ | ------ | ------ | ------ |
| 17 718 | 16 864 | 16 749 | 16 976 | 16 738 | 16 540 | 18 055 | 19 628 | 19 800 |